# Albert-Félix-Théophile Thomas
Albert-Félix-Théophile Thomas (Marsiglia, 1847 – Parigi, 1907) è stato un architetto francese.

## Biografia
Già da quando era diciassettenne Thomas diventa allievo di Alexis Paccard e di Léon Vaudoyer presso École des Beaux-Arts di Parigie vinse il Prix de Rome nel 1870; il tema della prova finale era Una scuola di medicina.
Dal 15 febbraio 1871 al 31 dicembre 1874 il giovane vincitore risiedette all'Académie de France a Roma.
Viaggiò in Grecia e in Asia Minore.
Nel 1875 studiò il tempio di Apollo a Mileto mentre i suoi studi sul tempio di Atena a Priene gli valsero una medaglia all'Esposizione universale di Parigi del 1878
Dal 1896 al 1900 partecipò alla progettazione e alla costruzione del Grand Palais: si occupò della costruzione dell'ala ovest che nel 1937 divenne il Palais de la Découverte.
| Controllo di autorità | VIAF (EN) 305231270 · GND (DE) 1041662513 |